# Коронавірусна хвороба 2019 у Північній Кореї
Спалах коронавірусної хвороби 2019 у Північній Кореї — це  поширення пандемії коронавірусної хвороби 2019 на територію КНДР. Тривалий час інформація про поширення коронавірусної хвороби на території Північної Кореї відсутня у зв'язку з інформаційною закритістю країни. Офіційно підтверджено проникнення коронавірусу до країни лише 12 травня 2022 року. Початково офіційно підтверджено 525 тисяч випадків інфікування коронавірусом варіанту Омікрон.
Припускають, що вірус COVID-19 міг потрапити до КНДР не з Південної Кореї, а з Китаю. До початку пандемії китайсько-північнокорейський кордон охоронявся досить погано — через нього проходила жвава торгівля на чорному ринку. У той же час між північною та піденною частинами Кореї існує демілітаризована зона, яка добре охороняється, що робить малоймовірним завезення коронавірусу до КНДР з Південної Кореї. Щоправда, у суміжних китайських провінціях Ляонін і Цзілінь число випадків інфікування коронавірусом є незначним, що зменшує ймовірність того, що COVID-19 міг потрапити до КНДР з Китаю..

## Сильні та слабкі сторони КНДР перед обличчям пандемії
КНДР — бідна країна, яка знаходиться під міжнародними санкціями. У зв'язку з цим північнокорейская медицина має значний дефіцит ліків та медичного обладнання, що робить країну уразливою у випадку занесення коронавірусної інфекції на її територію. Колумніст агентства «Bloomberg» Девід Вейнер висловив думку, що ще однією з причин, яка робить КНДР дуже уразливою до коронавірусу, є те, що значна частина жителів країни недоїдає. Третьою причиною уразливості до епідемії є те, що КНДР має спільний кордон з Китаєм — країною, де розпочалась пандемія, а китайські туристи складають більшість туристів, які відвідують КНДР.
Проте в КНДР є багатий позитивний досвід боротьби з епідеміями, який може принести велику користь у випадку, якщо коронавірус дійсно проникне на її територію. По-первше, під час усіх великих епідемій за корданом КНДР забороняла своїм громадянам закордонні поїздки — зокрема, під час епідемії гарячки Ебола в 2014—2016 роках. Цей захід застосований і при загрозі проникнення до країни коронавірусу, що різко скоротило кількість контактів північнокорейських громадян із імовірними закордонними хворими на COVID-19. По-друге, КНДР має великий досвід у боротьбі з різноманітними захворюванями на своїй території. Частину з них місцевим лікарям навіть вдалось ліквідувати — зокрема, в 2018 році в КНДР повністю ліквідували кір. Це говорить про те, що, незважаючи на великий дефіцит лікарів, медикаментів та обладнання, північнокорейська медична система може бути ефективною у випадку епідемії. По-третє, КНДР — тоталітарна держава. У таких державах уряд повністю контролює усі сфери життя громадян, що у випадку епідемії дозволить швидко ізолювати хворих та мобілізувати всі ресурси держави на боротьбу з хворобою.
Кореєзнавець та викладач Університету Кукмін (Сеул) Андрій Ланьков висловлює думку, що північнокорейська система, ймовірно, буде дуже ефективною у справі сповільнення розповсюдження інфекції:
Вона дозволить надати непогану — за стандартами бідних країн — допомогу більшості хворих, у яких буде легка форма захворювання. Свого часу КНДР вибрала не західну, а радянську модель охорони здоров'я, що не дуже підходить для розвинутих країн, але працює у бідніших. Одна з її особливостей — інше відношення до лікарів, ставка на численний та дешевий, хоча й не дуже добре підготовлений медперсонал.

## Заходи боротьби з поширенням вірусу
КНДР стала однією з перших країн, які закрили свої кордони у зв'язку з поширенням COVID-19. Уже в січні 2020 року уряд КНДР ввів значні обмеження на закордонні подорожі для північнокорейців, а в кінці січня повністю закрив країну для закордонних туристів.
За повідомленням у газеті «Нодон сінмун», на початку лютого 2020 року уряд КНДР наказав розпочати масову дезінфекцію товарів з-за кордону. Так, у порту Нампхо співробітники місцевої митниці дезінфікували всі товари, привезені з-за кордону, а низку товарів затримали на карантин. У другій половині лютого скасовано всі міжнародні рейси та повністю заборонено в'їзд та виїзд із країни. Єдиною ниткою, що зв'язує КНДР з рештою світу, став міст між китайським містом Даньдун та північнокорейським містом Сінийджу, по якому до країни надходять гуманітарні вантажі з-за кордону, у тому числі — медикаменти від організації Лікарі без кордонів.
Також у кінці лютого на всій території країни закрито школи, а іноземним студентам пхеньянських університетів заборонили покидати гуртожитки.
У березні 2020 року на всій території країни розпочали організовуватися карантинні пункти, куди масово поміщали людей. Багато закордонних дипломатів, зокрема російських, евакуювали з Пхеньяна до Владивостока, а звідти — до Москви.
18 березня 2020 року лідер КНДР Кім Чен Ин видав розпорядження про будівництво нових лікарень у країні, а також черговий раз заявив, що в КНДР немає випадків інфікування коронавірусом.
Можливість спалаху COVID-19 у КНДР спричинює занепокоєння у закордонних спостерігачів, у зв'язку з чим низка країн та міжнародних організацій надали КНДР свою допомогу в боротьбі з вірусом. Зокрема, уряд Росії надав владним структурам КНДР тест-системи для виявлення COVID-19, Всесвітня організація охорони здоров'я оголосила, що планує найближчим часом відправити до КНДР допомогу, про бажання допомогти Північній Кореї заявили також Міжнародна Федерація Товариств Червоного Хреста і Червоного Півмісяця, Державний департамент США та уряд Південної Кореї. 21 березня 2020 року Президент США Дональд Трамп написав листа лідеру КНДР Кім Чен Ину, в якому висловив бажання співпрацювати з ним у боротьбі з COVID-19.

## Вплив коронавіруса на життя в КНДР
Командувач Силами США в Кореї генерал Роберт Абрамс заявив про те, що в лютому і березні в КНДР знизилась військова активність, пов'язавши це з тим, що в країні зареєстровані випадки захворювань на COVID-19. Суворі карантинні заходи, які запровадив північнокорейський уряд, практично паралізували діяльність підпільної мережі, за допомогою якої біженці з КНДР проникають до інших країн.

## Хронологія

### Січень-лютий 2020 року
21 січня КНДР закрила кордон для іноземних туристів.
23 січня у місті Сінийджу помістили на карантин осіб, у яких підозрювали коронавірусну хворобу. Пізніше не було жодної інформації про те, чи хтось із них інфікувався коронавірусом.
30 січня КЦТА повідомило про введення на всій території країни режиму надзвичайного стану та створення штабу по боротьбі з епідемією.
2 лютого КЦТА оголосило, що всі особи, які в'їхали до країни після 13 січня, мають знаходитися під медичним наглядом.
7 лютого видання «Daily NK» заявило про те, що унаслідок коронавірусної хвороби загинули 5 жителів північнокорейського міста Сінийджу. Того ж дня день південнокорейська англомовна газета «The Korea Times» повідомила про те, що коронавірусом інфікувалась уродженка Пхеньяна. Владні структури КНДР не підтвердили обидва повідомлення, проте здійснили більш суворі заходи з боротьби з епідемією.
Згідно з заявою видання «Daily NK», яка опублікована 10 березня, з першої декади до кінця лютого під спостереженням з приводу коронавірусу, ймовірно, перебував Пак Джончхон, начальник штабу північнокорейської армії, який незадовго до цього відвідував низку військових об'єктів. За даними видання коронавірусної хвороби в нього не виявили.
18 лютого головна газета КНДР «Нодон Сінмун» процитувала слова одного з керівників охорони здоров'я Північної Кореї, який заявив, що в країні досі не виявлено жодного підтвердженого випадку коронавірусної хвороби.
20 лютого у зв'язку з епідемією коронавірусної інфекції закрито усі школи в КНДР.
29 лютого Кім Чен Ин закликав вжити більш рішучих заходів для запобігання поширенню COVID-19 у Північній Кореї.

### Березень-квітень 2020 року
На початок березня офіційні особи КНДР надалі заперечували, що в країні є будь-які випадки COVID-19. За даними південнокорейського видання Daily NK, від коронавірусу померли 180 солдат Корейської народної армії.
14 березня 2020 року державні засоби масової інформації Північної Кореї знову повторили, що на території країни немає підтверджених випадків захворювання.
18 березня 2020 року Кім Чен Ин розпорядився про будівництво нових лікарень у Північній Кореї, також заперечивши випадки появи COVID-19 на території країни. За твердженням керівника країни, мета будівництва нових лікарень — не боротьба з коронавірусом, а покращення системи охорони здоров'я країни.
20 березня 2020 року північнокорейські засоби масової інформації повідомили про те, що понад 2590 осіб звільнені з карантину в провінціях Пхьонан-Пукто і Пхьонан-Намдо. Серед звільнених — усі раніше поміщені на карантин іноземні громадяни, окрім трьох.
1 квітня 2020 року офіційний представник міністерства охорони здоров'я КНДР Пак Мьон Су повторно заявив, що в КНДР немає випадків інфікування коронавірусом.
23 квітня 2020 року південнокорейське видання «Daily NK» повідомило про те, що у солдата північнокорейської армії, який дезертирував та застрелений при спробі перебратися через річку Туманган до Китаю, виявлено коронавірус.
У другій половині квітня послабили обмеження для іноземців, які відвідують Пхеньян, порт Нампхо повторно відкрили для вантажних суден-контейнеровозів, а на 14 з'їзді Верховних народних зборів КНДР сотні делегатів були без маски.

### Травень 2020 року
10 травня головна північнокорейська газета «Нодон Сінмун» надрукувала статтю, в якій написано, що Трудова партія Кореї «вважає життя і здоров'я мешканців головним пріорітетом країни», що є причиною того, що влада КНДР здійснили превентивні та рішучі заходи для попередження поширення COVID-19 у країні.
За повідомленням південнокорейського видання «Daily NK», у повіті Кільджу провінції Хамгьон-пукто будується медичний заклад для ізоляції в карантині близько 40 жителів повіту (селян із однойменного села та робітників найближчої вугільної шахти Ільсін), у яких виявлені симптоми, подібні до COVID-19.
26 травня видання «Daily NK» дізналося, що влада КНДР розповсюджує брошури про те, як виявляти симптоми хвороб, схожих на COVID-19, на ранніх стадіях, і як боротися з такими хворобами.
12 червня у виданні «Daily NK» з'явилось повідомлення про те, що до 30 травня щонайменше 865 осіб з підозрою на COVID-19 помістили на карантин у державних закладах на всій території КНДР, при цьому, що у звіті, на який посилається «Daily NK», не враховані особи з легкою формою хвороби, й ті, хто самоізолювався вдома. Офіційні особи станом на травень 2020 року не підтвердили наявність хворих коронавірусною хворобою, проте за даними «Daily NK», на карантині знаходились більш ніж 15 тисяч осіб, які заразилися різними видами ГРВІ. Також відсутність хворих у Пхеньяні, згідно з повідомленнями «Daily NK», пояснюється тим, що всіх, у кого підозрюється зараження коронавірусом, вивозять із Пхеньяна в Нампхо або в провінцію Пхьонан-Намдо.

### Червень 2020 року
На початку червня 2020 року, згідно з даними видання «Daily NK», влада КНДР видала постанову про запобігання поширення інфекційних хвороб, причому, окрім COVID-19, північнокорейські медики повинні запобігати поширенню також і інших інфекційних хвороб, зокрема паратифів, черевного тифу і малярії.

### Липень 2020 року
Згідно з даними видання «Daily NK», наприкінці червня 2020 року владні структури КНДР відправили школи на примусові карантинні «канікули» с 1 липня 2020 року із закриттям дверей класів і запечатуванням їх паперовими печатями.

### 2022 рік
26 липня КНДР оголосила про перший випадок коронавірусу. Закрили на карантин місто Кесон на кордоні з Південною Кореєю. За даними місцевої влади, чоловік, підозрюваний у зараженні коронавірусом, повернувся з Кореї. Лідер країни Кім Чен Ин провів засідання політбюро ЦК ТПК, та закликав посилити прикордонний контроль проти COVID-19. Наступного дня з'явились перші дані: 350 тисяч хворих із гарячкою, 162 тисячі одужали, 6 осіб померли. До 20 травня, за офіційними даними, кількість хворих складала більш ніж 2 мільйони осіб, а кількість померлих зросла до 65. Прийнято рішення використовувати армію для своєчасного забезпечення населення ліками і засобами індивідуального захисту.